# Bonita (Oregon, Malheur megye)
Bonita az Amerikai Egyesült Államok északnyugati részén, Oregon állam Malheur megyéjében elhelyezkedő önkormányzat nélküli település.
Postahivatala 1909 és 1943 között működött.